# Trish Van Devere
Trish Van Devere, właściwie Patricia Louise Dressel (ur. 9 marca 1943 w Englewood Cliffs) – amerykańska aktorka telewizyjna, teatralna i filmowa. Za rolę Aimee Brower w melodramacie Skazana na samotność (One Is a Lonely Number, 1972) została nominowana do Złotego Globu dla najlepszej aktorki w filmie dramatycznym.

## Życiorys

### Wczesne lata
Urodziła się w Englewood Cliffs, w hrabstwie Bergen w New Jersey. Wychowywała się w Tenafly z bratem George’em. Studiowała na wydziale teatralnym na Ohio Wesleyan University. Ukończyła Actors Studio. 

### Kariera
W 1967 wystąpiła na Off-Broadwayu w roli Pat w przedstawieniu Kicking the Castle Down. Potem grała też na Broadwayu w spektaklach: All God's Chillun Got Wings (1975) Eugene O’Neilla w reżyserii George’a C. Scotta jako Ella Downey, Sly Fox (1977) w reż. Arthura Penna jako Pani Truckle i Tricks of the Trade (1980) w reż. Gilberta Catesa jako Diana Woods.
Od 15 lipca 1968 do grudnia 1968 występowała jako Meredith Lord w operze mydlanej ABC Tylko jedno życie. Wkrótce została obsadzona w roli Sally w komediodramacie Hala Ashby’ego Właściciel (The Landlord, 1970) z Beau Bridgesem, Louisem Gossettem Jr. i Lee Grant. Za rolę Louise Callan w komedii Gdzie jest tatuś? (Where's Poppa?, 1970) z George’em Segalem, Ronem Leibmanem i Ruth Gordon zdobyła nominację do Laurel Awards jako gwiazda jutra. Kreacja Aimee Brower, którą opuścił mąż, w melodramacie Skazana na samotność (One Is a Lonely Number, 1972) u boku Janet Leigh, Melvyna Douglasa i Jonathana Goldsmitha przyniosła jej nominację do Złotego Globu dla najlepszej aktorki w filmie dramatycznym. 
Zagrała tytułową postać Belle Beaumont w produkcji Hallmark Channel Piękna i Bestia (Beauty and the Beast, 1976) z udziałem George’a C. Scotta, Virginii McKenny, Bernarda Lee i Patricii Quinn. W jednym z odcinków serialu detektywistycznego Columbo z Peterem Falkiem zatytułowanym „Make Me a Perfect Murder” (1978) wcieliła się w producentkę telewizyjną, którą morduje byłego kochanka. Za rolę Claire Norman w horrorze Zemsta po latach (The Changeling, 1980) otrzymała Nagrodę Genie w kategorii „Najlepszy występ zagranicznej aktorki”.

## Życie prywatne
w latach 1963-1964 była żoną Spotswooda Granta Vandevere. 4 września 1972 wyszła za mąż za aktora George’a C. Scotta, który zmarł w 1999.

## Filmografia

### Seriale TV
- 1951: Search for Tomorrow jako Patti Barron Tate Whiting McCleary, R. N.
- 1968: Tylko jedno życie jako Meredith Lord Wolek
- 1977: Statek miłości jako Amanda Dailey
- 1978: Columbo jako Kay Freestone
- 1984: Autostrada do nieba jako Pani Elaine Parks
- 1984: Hardcastle i McCormick jako Deidre „D.D.” Drylinger

### Filmy
- 1971: Ostatnia ucieczka jako Claudie Scherrer
- 1979: Pielgrzymi z Mayflower jako Rose Standish
- 1980: Zemsta po latach (The Changeling) jako Claire Norman
- 1980: The Hearse jako Jane Hardy
- 1986: Ciągle pod górę jako Wdowa Quinn
- 1993: Posłaniec śmierci jako Jastra Watson